# مطالعه‌ی قلب فرامینگهام

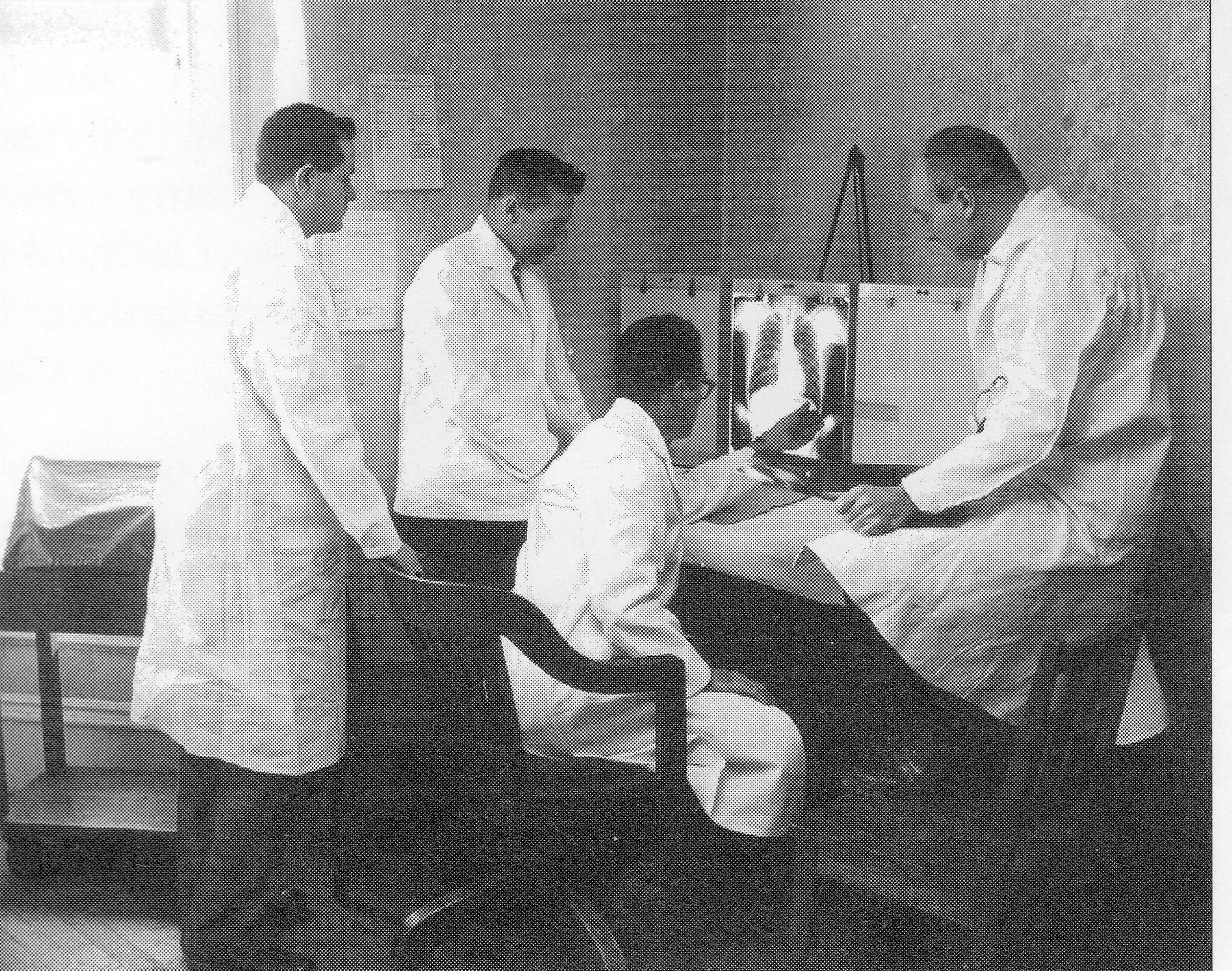
پزشکان مطالعه قلب فرامینگهام

مطالعات قلبی فرامینگهام (Framingham Heart Study) یک مطالعه کوهورت قلبی عروقی درازمدت و مداوم بر روی ساکنان شهر فرامینگهام ایالت ماساچوست در ایالات متحده امریکا است. این مطالعه در سال ۱۹۴۸ با مشارکت بیش از پنج هزار نفر بزرگسال از ساکنان شهر فرامینگهام آغاز شد و اکنون در نسل سوم شرکت کنندگان همچنان ادامه دارد. قبل از این مطالعه تقریباً هیچ چیز در مورد اپیدمیولوژی بیماری‌های قلبی عروقی ناشی از فشار خون بالا و آترواسکلروز شناخته نشده بود. تقریبا همه دانش کنونی در مورد اثرات رژیم غذایی، ورزش و داروهای رایج مانند آسپرین بر بیماری‌های قلبی بر اساس نتایج این مطالعه طولی بدست آمده است. این پروژه توسط موسسه ملی قلب، ریه و خون با همکاری دانشگاه بوستون (از سال ۱۹۷۱) انجام شده است. متخصصان مختلف سلامت از بیمارستان ها و دانشگاه های بوستون بزرگ این پروژه را هدایت می‌کنند.

## اهمیت و میراث
مطالعه قلب فرامینگهام (FHS) هفتادمین سالگرد خود را در سال ۲۰۱۸ جشن گرفت، بنابراین طولانی‌ترین مطالعه کوهورت اپیدمیولوژیک قلبی عروقی در ایالات متحده است. اهمیت مطالعات کوهورت با اندازه متوسط در طول زمان با تشکیل کنسرسیوم‌های مشارکتی بزرگ‌تر، «مگا» کوهورت‌ها و بانک‌های زیستی افزایش یافته است، اما FHS یک مطالعه کوهورت اپیدمیولوژیک منحصر به فرد، طولی، فرا نسلی و عمیقاً مبتنی بر فنوتیپ است. شاید مهم‌تر از همه این باشد که مطالعه قلب فرامینگهام آگاهی ما را در مورد فشار خون بالا (که اکنون علت اصلی مرگ و میر در جهان است) افزایش داده است.